# Discrimination
Pour les articles homonymes, voir Discrimination (homonymie).

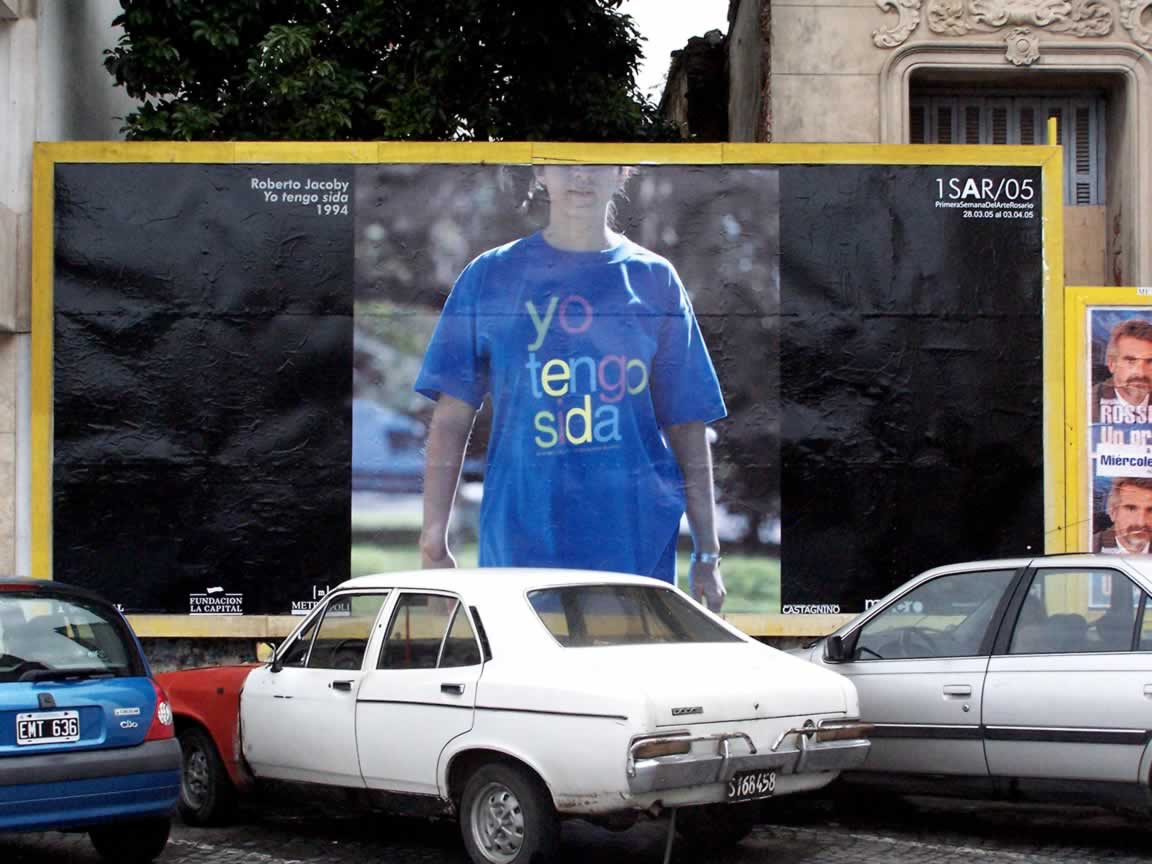
Campagne Yo tengo sida (« J'ai le sida ») contre la discrimination envers les personnes ayant le sida. Affiche de Roberto Jacoby, Argentine, 1994.

La discrimination sociale est un processus lié au fait d'opérer une distinction concernant une personne ou une catégorie sociale en créant des frontières dites « discriminantes », c'est-à-dire produisant un rejet visant à l'exclusion sociale sur des critères tels que l'origine sociale ou ethnique, la religion, le genre, le niveau de son intelligence ou l'état de santé.
Dans le débat contemporain, la discrimination est souvent comprise comme un traitement différentiel, qui peut être directe ou indirecte, intentionnel ou non, basé sur un trait socialement saillant qui cause un désavantage pour le groupe ou la personne qui porte cette caractéristique.

## Introduction
Le concept de discrimination sociale fait son apparition à la suite des luttes politiques pour l'égalité de droit entre les hommes qui aboutissent dans la plupart des pays occidentaux au début de la seconde moitié du XXe siècle à l'abolition progressive des différences légales de traitement (fin de la colonisation, de la ségrégation raciale aux États-Unis, etc.). Dans un contexte où la société évolue dans le sens d'une généralisation des mécanismes de concurrence, certains groupes sociaux ne bénéficient pas objectivement des mêmes chances que les autres, malgré l'égalité de droit dont ils jouissent en principe. C'est le cas des minorités visibles, des minorités culturelles, des femmes, des handicapés, des seniors, des lesbiennes, gays, bisexuels et transgenres, etc.
Pour rétablir un équilibre des chances, ces États engagent des politiques de lutte contre les discriminations. Cette lutte emprunte plusieurs chemins. Du point de vue du droit, la discrimination ne consiste pas à léser un groupe, mais un individu. Cet individu est dit victime d'une discrimination lorsqu'il est, dans une situation identique, traité différemment des autres sans motif légitime :

« Une distinction ou une différence de traitement n'est une discrimination que quand elle est illicite. »

Là où devrait prévaloir une égalité entre individus, l'un d'entre eux est traité de manière différente (et négative) sur la base d'un ou plusieurs critères illégitimes. La discrimination est donc une violation du principe d'égalité. Il s'agit de protéger les individus en sanctionnant la discrimination. Il s'agit aussi de prévenir les discriminations par exemple en rendant anonymes les candidatures à des emplois. Ensuite, des politiques de rééquilibrage, appelées « discrimination positive », qui visent à rééquilibrer les chances entre les groupes. Enfin, de manière plus générale, il existe des mesures économiques, sociales et culturelles.

### Sens courant
Le mot discrimination s'est imposé dans le langage courant (et dans celui des sciences sociales) avec un sens plus restreint. Au sens courant, la discrimination est le fait de traiter de manière inégale et défavorable un ou plusieurs individus. De manière plus précise, il s'agit de distinguer un groupe social des autres en fonction de caractères extrinsèques (fortune, éducation, lieu d'habitation, etc.) ou intrinsèques (sexe, origine ethnique, etc.) afin de pouvoir lui appliquer un traitement spécifique, en général négatif.
Pour constituer une discrimination, le traitement réservé au groupe social discriminé n'a pas forcément à être illégal. Il suffit que le traitement différencié fasse subir un désavantage important à ce groupe. Par exemple, l'Apartheid sud-africain, bien que parfaitement légal au sens de la loi sud-africaine, était fortement discriminatoire.
D'autre part, la discrimination suppose un traitement spécifique appliqué au groupe discriminé. Cela exclut a priori les théories, idéologies, et autres formes de pensée du champ de la discrimination. Ainsi, le racisme par exemple, bien que souvent à l'origine de discriminations fondées sur la race, ne constitue pas en lui-même une discrimination. Il faut qu'il se transcrive dans le fait, qu'il s'incarne dans un traitement, pour donner lieu à une discrimination. Par exemple, l'utilisation du critère de l'origine ethnique pour sélectionner des candidats à un concours constitue une discrimination, alors que le fait de prétendre, écrire, publier que les individus de telle origine ethnique doivent se voir refuser l'accès à une fonction n'en est pas une (c'est du racisme et cet exemple constitue en droit français un cas d'incitation à la discrimination ethnique mais cela ne montre pas que l'incitateur commet de discrimination, ni qu'il a les moyens d'en commettre).

### Apparition du concept
La discrimination au sens courant est un concept récent. C'est dans les années 1950 cependant que le mot prend son acception négative actuelle. L'expression « non-discrimination » apparaît à la même époque. C'est-à-dire peu de temps après la Déclaration universelle des droits de l'homme de 1948. Si l'égalité de droit n'est pas encore acquise dans les pays occidentaux, avec en particulier la ségrégation raciale aux États-Unis et l'inégalité dont sont victimes les populations des colonies ou anciennes colonies des pays européens (en particulier la France et l'Angleterre), le mouvement est en marche. Cela n'empêche pas les inégalités de fait de subsister.
Un autre mouvement s'amorce à la même époque : la généralisation des mécanismes de concurrence, avec notamment la signature du GATT par vingt-trois pays en 1947. Du côté européen, le traité de Rome vise à établir la libre circulation des marchandises, des personnes, des services et des capitaux. Lorsque les sociétés occidentales se libéralisent, au cours des années 1960, les anciennes barrières sociales sont affaiblies.
C'est la conjonction entre le développement de l'égalité de droit et celui du libéralisme économique et social qui amène la généralisation de la concurrence entre les individus. C'est dans le cadre de cette concurrence que certains groupes se trouvent désavantagés par rapport aux autres en raison de leur origine, sexe, religion, etc. : ils sont victimes de discrimination.

## Aspect juridique actuel en France

### Définition légale
« La discrimination est une attitude de différenciation objectivement injustifiée et consistant à refuser à certaines personnes les droits ou avantages qui sont reconnus aux autres », elle est contraire au principe d'égalité.
Le Code pénal, dans sa section « Des discriminations » du chapitre consacré aux « atteintes à la dignité de la personne », reconnaît et sanctionne plusieurs types de discriminations.
- L'article 225-1 - Modifié par LOI no 2016-1547 du 18 novembre 2016 - art. 86 - définit une liste de critères qui entrent dans la constitution d'une discrimination :

« Constitue une discrimination toute distinction opérée entre les personnes physiques sur le fondement de leur origine, de leur sexe, de leur situation de famille, de leur grossesse, de leur apparence physique, de la particulière vulnérabilité résultant de leur situation économique, apparente ou connue de son auteur, de leur patronyme, de leur lieu de résidence, de leur état de santé, de leur perte d'autonomie, de leur handicap, de leurs caractéristiques génétiques, de leurs mœurs, de leur orientation sexuelle, de leur identité de genre, de leur âge, de leurs opinions politiques, de leurs activités syndicales, de leur capacité à s'exprimer dans une langue autre que le français, de leur appartenance ou de leur non-appartenance, vraie ou supposée, à une ethnie, une Nation, une prétendue race ou une religion déterminée. »

### Discrimination directe et indirecte
La discrimination peut être directe ou indirecte. Dans le premier cas, la discrimination est patente : elle peut être constatée et dénoncée. Mais à la suite du développement de la lutte contre les discriminations, il a été montré que certaines pratiques pouvaient également écarter des candidats de manière indirecte : par exemple, à cause de biais institutionnels.
La notion de discrimination indirecte a été introduite à la suite des tentatives de rééquilibrage entre les différents groupes de population. La mesure de la représentation des différents groupes dans les différents secteurs d'activité (en particulier aux États-Unis) a permis de détecter des variations à la suite du développement de certaines pratiques apparemment irréprochables, mais qui en fait lésaient un groupe particulier. Le repérage de la discrimination directe relève d'une analyse juridique qui permet de déceler une différence de traitement opposée à l'égalité. Le repérage de la discrimination indirecte relève de l'analyse statistique : elle est repérée par les effets, non par les causes. L'intention de l'auteur de la mesure (apparemment neutre) n'est pas prise en compte, seul compte le résultat.

## Groupes et ethnies

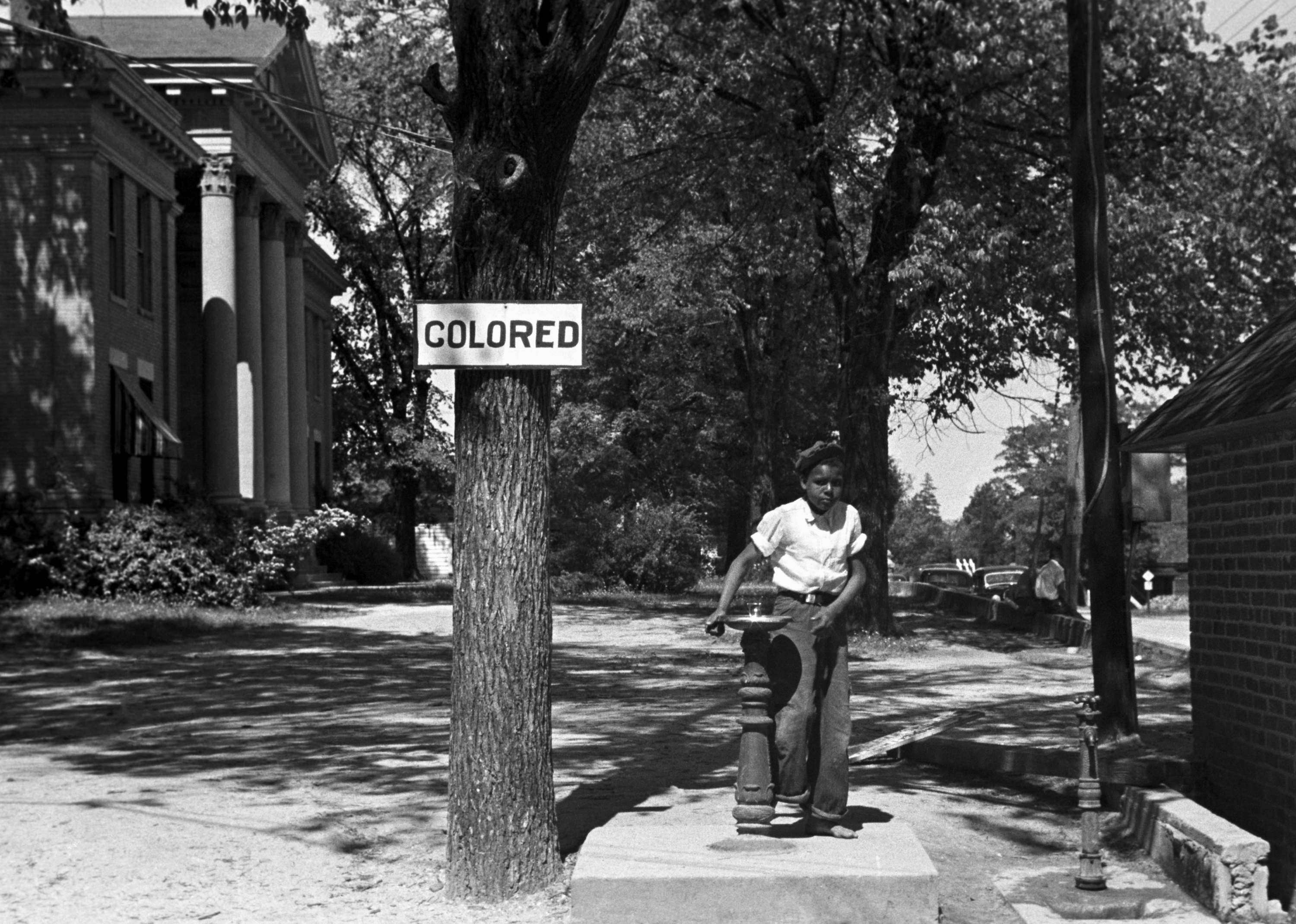
Un enfant afro-américain buvant à une fontaine uniquement réservée aux « colorés ».
Caroline du Nord, États-Unis, 1938.

La notion de discrimination appréhendée du point de vue de l'individu ne semble ne s'appliquer qu'à des situations particulières. Mais elle s'étend à un groupe de manière immédiate. En effet, il est dit qu'un groupe est victime de discrimination lorsque le critère qui l'identifie (couleur de peau, religion, sexe, etc.) sert régulièrement de support à une discrimination individuelle. D'autre part, la discrimination peut être considérée comme légale, si la loi s'oppose à un principe d'égalité qui la dépasse. Elle vise alors directement les groupes en tant que tels, et non plus seulement les individus. Elle s'appuie sur des groupes constitués ou bien définit des groupes et précise les traitements à leur appliquer. Ainsi, certains groupes discriminés possèdent une longue histoire, une culture ou des valeurs communes (c'est le cas par exemple des groupes ethniques) alors que d'autres ne se perçoivent pas forcément comme tels (les personnes handicapées par exemple).
Si l'on[Qui ?] s'en tient à la discrimination telle que définie par la loi, l'idée de discrimination légale n'a pas de sens. Pourtant, au sens général, la discrimination est une inégalité qui se manifeste sur fond d'une égalité supposée. Mais la norme qui fonde l'égalité en question peut ne pas être strictement juridique : elle trouve alors sa source ailleurs. Dans une source du droit supérieure, dans une conception considérée comme transcendante, comme celle portée par les Droits de l'homme ou une religion, ou bien simplement dans la perception de certains membres de la société. L'emploi du terme « discrimination » (ou plus précisément « discrimination légale ») pour qualifier ces situations où la loi s'oppose, par exemple, aux Droits de l'homme est répandu. Mais il faut noter que souvent, les phénomènes considérés datent d'avant les années 1950, et qu'ils n'ont pu être qualifiés (en France) de « discriminations » que de manière rétrospective (puisque le terme n'existait pas au sens dans lequel il est actuellement entendu).
Du point de vue du droit, le système d'Apartheid qui a existé en Afrique du Sud entre 1948 et 1991 constitue un système inégalitaire fondé sur la ségrégation raciale, mais légal. Du point de vue des Droits de l'homme, ce système peut être considéré comme discriminatoire. À l'égalité de droit entre tous les hommes, il a opposé une inégalité de fait (construite juridiquement).
Avant 1940, chaque État-nation possède la liberté de définir sa politique d'immigration. Ainsi, les États-Unis établissent un système de quotas destiné à limiter l'accès des Noirs, des Juifs et des Asiatiques au territoire et à la nationalité américains. À la chute du régime nazi, en 1945, la découverte des camps d'extermination et l'émergence des nations du tiers-monde modifient les consciences. Il devient illégitime d'exprimer une pensée raciste. Le processus de disparition des préférences ethniques et raciales est progressif : il faut attendre 1965 aux États-Unis pour que les lois ségrégationnistes disparaissent ; 1973 en France pour que le critère de l'origine soit éliminé dans l'évaluation d'une procédure de naturalisation ; 1991 pour l'Apartheid.
En France, toute rupture légale dans l'égalité entre les hommes peut être qualifiée (à juste titre ou non) de discrimination.

### Droit supérieur
Une loi inégalitaire peut se trouver en conflit avec la loi constitutionnelle. Ce fut le cas dans l'affaire Rosa Parks. Cette Américaine avait refusé, en 1955, de céder sa place à un passager blanc dans un autobus. Selon la loi (inégalitaire) de l'Alabama, elle était en tort, mais cette loi fut déclarée inconstitutionnelle. Ainsi, les lois ségrégationnistes qui prévalaient à l'époque dans les autobus, étaient, au regard de la Constitution américaine, discriminatoires.
En Europe, les cas où le droit communautaire s'oppose à une loi nationale sont du même ordre. En effet, le droit communautaire est au-dessus des lois nationales dans la hiérarchie des sources de droit. Il est donc possible de mettre en cause ces lois comme discriminatoires au regard de ce droit.

### Autres normes d'égalité
Toutes les normes d'égalité ne bénéficient pas de la reconnaissance accordée aux Droits de l'homme ou de l'autorité d'une constitution. Dans la lutte politique et sociale, différents groupes cherchent à faire prévaloir leur norme d'égalité. Le concept de discrimination devient alors un outil dans ce but. Cependant, davantage qu'une lutte contre la discrimination, il s'agit alors d'une lutte pour l'égalité. Cette égalité obtenue, la discrimination risque de continuer à exister.

## Luttes et préventions
Identifier une situation comme discrimination revient à la qualifier négativement, donc à concevoir qu'elle n'est pas légitime. Cette identification a donc pour corollaire la formation du projet de lutte contre les discriminations. Souvent, mais pas toujours, les discriminations légales s'inscrivent dans la mémoire collective et provoquent un sentiment de désaffiliation et de non-reconnaissance.

### «Discrimination positive» ou «Action positive»
L'expression « discrimination positive », à laquelle le Grand Dictionnaire terminologique québequois préfère les appellations « action positive » ou « dédiscrimination », vise à corriger, réparer, inverser la discrimination, en agissant sur les groupes qui sont habituellement défavorisés. En effet, les politiques et le droit peinent à rétablir l'équilibre entre les groupes sociaux, car les groupes défavorisés ne bénéficient pas des mêmes armes (même capital culturel, connaissance des rouages de la société) que les autres. Ils sont donc objectivement désavantagés, quand bien même aucune discrimination ne serait à l'œuvre. Il ne suffit pas d'abolir une inégalité de droit (ségrégation, colonisation, statut des femmes) pour que dans les faits, l'égalité advienne.
Le président américain Lyndon B. Johnson, dans un discours de 1965, résume la situation ainsi :

« vous ne pouvez pas prendre une personne qui, pendant des années, a été clopinant dans les chaînes, pour le libérer, le mettre sur la ligne de départ d'une course et lui dire : "vous êtes libre d'entrer en compétition avec tous les autres", et ensuite penser avec raison que vous avez été totalement correct. »

L'action positive ou mobilisation positive est née aux États-Unis, sous le nom d'Affirmative action, avec un double but : compenser d'une part les inégalités structurelles socio-économiques léguées par le passé à des minorités ethniques (en particulier les Indiens et les Noirs) ; plus modestement, améliorer la représentativité des élites d'autre part. L'idée s'est exportée (Inde, Europe, Afrique du Sud, etc.) et diversifiée puisqu'elle ne se limite plus à des minorités ethniques mais à tous les groupes sociaux discriminés.
Il s'agit d'opérer des modifications légales du champ de concurrence (postes réservés, quotas, filières distinctes) afin de favoriser les groupes défavorisés pour contrebalancer une situation de fait. Il ne s'agit plus d'assurer une égalité entre individus, mais entre groupes.
Le droit français punit pénalement les discriminations. La lutte contre les discriminations y prend le plus souvent la forme du projet d'intégration. La discrimination positive s'y développe depuis quelques années, parfois de manière spectaculaire comme avec la loi sur la parité en politique, mais l'idée s'est longtemps heurtée à celle de l'égalité républicaine.

### Droit du travail
En France, l'employeur ne doit, à aucun moment, prendre des décisions fondées sur des critères de discrimination. La loi du 27 mai 2008 a transposé en droit français les définitions de quatre directives communautaires prohibant les discriminations dans l'entreprise.

## Législation

### International
- Pacte international relatif aux droits civils et politiques, article 26[21].
- Convention concernant la discrimination à l'emploi
- Liste d'organismes de lutte contre la discrimination

### Europe
- L'article 14 de la Convention européenne des droits de l'homme, portant sur l'interdiction de discrimination, ratifié par la France, s'applique également.
  - Protocole no 12 à la Convention de sauvegarde des droits de l'homme et des libertés fondamentales[22], non ratifié par la France.

#### Union européenne
- Article 21 de la Charte des droits fondamentaux de l'Union européenne relatif au principe de non discrimination y compris basé sur l'âge, la minorité nationale, le handicap et l'orientation sexuelle.
- Directive 2000/43/CE du Conseil du 29 juin 2000 : pour l'égalité de traitement sans distinction de race ou d'origine ethnique.
- Directive 2000/78/CE du 27 novembre 2000 : pour la création d'un cadre général en faveur de l'égalité de traitement en matière d'emploi et de travail.

### Allemagne
- Loi générale relative à l’égalité de traitement (Allgemeines Gleichbehandlungsgesetz, également dénommées AGG), du 18 août 2006
  - L’alinéa 1 de l'AGG liste les discriminations : origine ethnique ou race, sexe, religion voire convictions, handicap, âge et orientation sexuelle
  - L’alinéa 22 de l'AGG déplace la charge de la preuve vers le défenseur lorsque le demandeur présente des indices suffisants.

### Autriche
La loi sur l'égalité de traitement régit la lutte contre les discriminations.

### Canada
En droit canadien, les règles concernant la distinction sont énoncées à l'article 15 de la Charte canadienne des droits et libertés.

#### Québec
En droit québécois, la discrimination est prohibée par l'article 10 de la Charte des droits et libertés de la personne et d'un article accompagnateur connexe à l'article 10.

### Belgique
- Loi contre le racisme et la xénophobie (Belgique)

### France
La loi du 1er juillet 1972 relative à la lutte contre le racisme. Dans le Code pénal, les articles 225-1 à 225-4 composent la section sur les discriminations. L'article 225-1 en donne la définition ; l'article 225-2 précise les peines encourues ; l'article 225-3 précise les exceptions ; l'article 225-3-1 reconnaît le testing ; et l'article 225-4 précise les peines encourues par les personnes morales.
Les articles du code pénal ont été ajoutés ou modifiés par les lois no 2001-1066 du 16 novembre 2001 relative à la lutte contre les discriminations, no 2002-303 du 4 mars 2002 relative aux droits des malades et à la qualité du système de santé et no 2006-340 du 23 mars 2006 relative à l'égalité salariale entre les femmes et les hommes.La loi n°2004-1486 du 30 décembre 2004 : institution la HALDE. La HALDE est supprimée par abrogation de la loi, en vertu de l'article 22 de la loi n°2011-334 du 29 mars 2011, et est remplacée par le Défenseur des droits.
Dans le code du travail, les articles L1131-1 à L1134-5 composent la section sur les discriminations.
La loi no 2008-496 du 27 mai 2008 porte diverses dispositions d'adaptation au droit communautaire dans le domaine de la lutte contre les discriminations. La loi du 4 août 2014 porte sur l'égalité réelle entre les femmes et les hommes. La loi du 17 août 2015 porte sur le dialogue social (modifiant l'agencement des obligations de négociations prévues par la loi du 4 août 2014). La loi du 18 novembre 2016 « de modernisation de la justice du XXIe siècle » prévoyant une action de groupe minimaliste contre les discriminations dans l'emploi.

### Suisse
En Suisse, la Constitution fédérale garantit que (article 8) :
1. Tous les êtres humains sont égaux devant la loi.
2. Nul ne doit subir de discrimination du fait notamment de son origine, de sa race, de son sexe, de son âge, de sa langue, de sa situation sociale, de son mode de vie, de ses convictions religieuses, philosophiques ou politiques ni du fait d’une déficience corporelle, mentale ou psychique.
3. L’homme et la femme sont égaux en droit. La loi pourvoit à l’égalité de droit et de fait, en particulier dans les domaines de la famille, de la formation et du travail. L’homme et la femme ont droit à un salaire égal pour un travail de valeur égale.
4. La loi prévoit des mesures en vue d’éliminer les inégalités qui frappent les personnes handicapées.

## Liste de discriminations usuelles
Certains critères qui n'étaient pas prévus par la loi à l'origine, (voir l'article Discrimination des porteurs du VIH) y ont été introduits par la suite (cf section précédente).
Mais il existe encore certaines discriminations que la loi n'a pas formellement prévues :
- discrimination liées aux parcours scolaires et aux diplômes
- discriminations liées aux professions
- Capacitisme discriminations liées aux handicaps
- Âgisme discriminations liées à l'âge inscrites dans la loi, mais non respectées[36],[37].
- discriminations issues des systèmes visant à distinguer et catégoriser : écriture, signe astral[réf. nécessaire]
- discriminations mineures liées à la culture de l'individu et aux phénomènes de mode : musique, etc.[38]
- discrimination pour précarité sociale

### Discrimination linguistique (glottophobie)
Remarque : La glottophobie étant une forme de discrimination souvent usuelle, méconnue et parfois même banalisée sans qu'on en prenne conscience, ce terme est préférable à l'expression « discrimination linguistique » (se trouvant dans les versions dans d'autres langues de cette page Wikipédia) pour faire apparaître cette injustice dans la conscience. La locution « discrimination linguistique » peut laisser penser que ce sont les langues qui font l'objet de discrimination, plutôt que les gens qui les utilisent.
Un exemple notable de discrimination linguistique s'est produit en 1948, quand Mohammad Ali Jinnah a déclaré l'ourdou comme langue nationale du Pakistan et a qualifié d'ennemis de l'État, ceux qui soutiennent l'utilisation du bengali, la langue la plus parlée du pays. Le Mouvement de la langue bengali dans l'ancien Pakistan en a fait une campagne politique qui a joué un rôle clé dans la création du Bangladesh.
De nombreuses offres d'emploi des institutions européennes demandaient (jusqu'à 2002 au moins) aux candidats d'avoir l'anglais comme langue maternelle (english mother tongue ou english native speaker), éliminant ainsi les candidats ayant l'anglais comme langue d'étude, même à un excellent niveau. Ces faits sont en contradiction flagrante avec la déclaration universelle des droits de l'homme, qui précise : « Chacun peut se prévaloir de tous les droits et de toutes les libertés proclamés dans la présente déclaration, sans distinction aucune, notamment de race, de couleur, de sexe, de langue, de religion, d'opinion politique ou de toute autre opinion, d'origine nationale ou sociale, de fortune, de naissance ou de toute autre situation ». Il en est de même pour de nombreuses organisations internationales.
Les gens qui ont grandi en parlant une des langues principales multinationales ont des avantages significatifs par rapport à ceux qui ont été élevés dans une langue ethnique qui est seulement parlée dans (une petite partie) d'un pays, car ils ont directement accès à l'apprentissage, la culture et les idées de nombreuses pays du monde, depuis leur enfance. Beaucoup des grandes langues du monde se sont répandues dans le monde entier parce qu'elles étaient soutenues par une supériorité militaire, politique et économique.

## Le débat philosophique
Dans le débat contemporain, il y a plusieurs théories qui essaient de répondre à la question de la répréhensibilité morale de la discrimination. Le débat vise à justifier la distinction entre un concept moralement neutre de discrimination et un concept moralement chargé. Autrement dit, le fait que nous faisons des distinctions parmi les gens de manière courante nous oblige à nous demander dans quels cas la discrimination est moralement permissible et dans quels cas elle ne l'est pas.
De manière générale, on peut distinguer une pluralité d'approches qui placent la répréhensibilité morale de la discrimination dans des critères différents : les préjudices causés (les "harm-based accounts"), le manque de respect, la dénigration, la violation de la liberté délibérative, le traitement inégal, ou les vices moraux.
Selon Lippert-Rasmussen, la discrimination n’est pas toujours moralement répréhensible, mais elle l’est quand elle empire la situation des individus discriminés, par rapport à un état où l’individu discriminé aurait connu une issue plus juste, moralement meilleure (Lippert-Rasmussen 2006, p. 174-175). Sa définition est donc fondée sur les préjudices, plutôt que sur les intentions des agents. La discrimination moralement répréhensible repose sur des traits socialement saillants plutôt que sur des critères idiosyncratiques (Lippert-Rasmussen 2006, p. 168).
Selon Eidelson (2015) la discrimination est intrinsèquement mauvaise quand elle manque de respect à la reconnaissance d’une personne en tant que personne.  Un tel manquement revient à ne pas reconnaître que (1) toutes les personnes ont une valeur en elles-mêmes, et ce, de manière égale, et/ou (2) que ces personnes sont autonomes, ayant la faculté de se contrôler elles-mêmes (2015, p. 79). Il s’agit d’une conception qui relève du respect fondamental plutôt que du respect conventionnel.
Selon Hellman (2008), faire des distinctions entre les gens de façon à les humilier est moralement répréhensible quand elles expriment un manque de respect pour l’égalité morale des gens ou refusent leur humanité (2008, p. 35). Afin d’être qualifiée de discriminatoire, la distinction doit contrevenir aux normes sociales et celui qui la perpétue doit être en position de pouvoir (supériorité de statut) par rapport à celui qui en est le sujet (2008, p. 38). Les inégalités historiques sont déterminantes pour comprendre quelles sont les positions de pouvoir en question.
Selon Sophia Moreau (2010), la discrimination est mauvaise lorsqu’elle restreint les libertés délibératives des agents. Par liberté délibérative, elle entend la liberté de pouvoir prendre des décisions à propos de la conduite de sa vie sans avoir à subir des pressions ou interférences en raison de certains traits externes (par exemple, notre genre, classe, etc.) (Moreau 2010, 149). Ainsi, l'on ne devrait pas avoir à craindre de subir une discrimination sur la base de notre genre lorsque l'on postule pour un emploi ou cherche un logement.
Pour Shin (2009), un acte est discriminatoire s'il exprime un respect inégal du statut moral de l'individu en fonction d’un critère de différenciation (Shin 2009 p. 162). En ce sens, il viole l'exigence d'égalité au sens substantiel. Par exemple,  selon l’auteur, un traitement inégal envers les individus dont le nom a un nombre pair de lettres pourrait être moralement répréhensible mais ne constituerait pas un acte discriminatoire (Shin, 2009 p. 163). La discrimination serait donc un sous-ensemble de la classe plus générale des actions moralement répréhensibles. Ainsi, les actes discriminatoires sont moralement répréhensibles parce qu’ils constituent un manque de respect du statut moral d’un individu.
Garcia (2017) se base sur l’éthique de la vertu pour penser le caractère moralement répréhensible de la discrimination. L’éthique de la vertu préconise un juste milieu entre vice et vertu, tous deux états de l’esprit. Chez Garcia, la vertu est le fait de travailler ou d'œuvrer vers ce qui est bon. Considérant cette conception de la vertu, Garcia propose quatre types de vices qui s’en écartent. Est vicieuse une personne qui (Garcia, 2017 p. 176):
1. est contre ce qui est bon pour certains groupes;
2. n’est ni pour ni contre leur bien;
3. est pour ce qui est bon pour ces groupes, mais de manière insuffisante;
4. est pour leur bien, mais d’une manière inappropriée qui nuit à ces groupes.

#### Ouvrages juridiques
- Code pénal, articles 225-1 et 225-2
- Michel Miné, Droit des discriminations dans l'emploi et le travail, 2016, Éditions Larcier, 850 p.

#### Ouvrages généraux
- Carina Louart, Véronique Maribon-Ferret "Combattre les discriminations", Privat Jeunesse, 2021.
- Félicien Lemaire (dir.), Les Discriminations, Cujas, 2013, 176 p.  (ISBN 9782254135042)
- Esther Benbassa (dir.), Dictionnaire des racismes, de l'exclusion et des discriminations, Larousse, Paris, 2010, 728 p.  (ISBN 2035837871)
- Patrick Weil, Liberté, égalité, discriminations, Grasset & Fasquelle, 2008
- Gwénaële Calvès, La Discrimination positive, PUF, coll. « Que sais-je ? », 2e éd. 2008
- Jean-François Amadieu, Les Clefs du destin, Odile Jacob, 2006
- Erwin Goffman, Stigmate, Éditions de minuit, 1986

#### Ouvrages consacrés au handicap
- Jean-François Amadieu, « Obésité, stigmatisation et discrimination », dans Traité de médecine et chirurgie de l’obésité, sous la direction d’Arnaud Basdevant, Médecine Sciences Publications, Lavoisier, 2011
- Anne Kerloc'h, Handicap : silence, on discrimine, Le Cherche midi, 2005
- H-J. Sticker, Corps infirmes et sociétés, Aubier, 1982

#### Articles
- Juliette Rennes, « Illégitimer des distinctions en droit. Stratégies politiques et enjeux épistémologiques », Politix, 2011, no 94
- Thierry Laurent & Ferhat Mihoubi, « Moins égaux que les autres ? Orientation sexuelle et discrimination salariale en France », Centre d'étude des politiques économiques de l'université d'Évry (EPEE), 2010
- Devah Pager et Hana Shepherd, « The Sociology of Discrimination: Racial Discrimination in Employment, Housing, Credit, and Consumer Markets », Annual Review of Sociology, vol. 34 p. 181-209, August 2008 [lire en ligne]